# أكاديمية سانتا تشيشيليا الوطنية

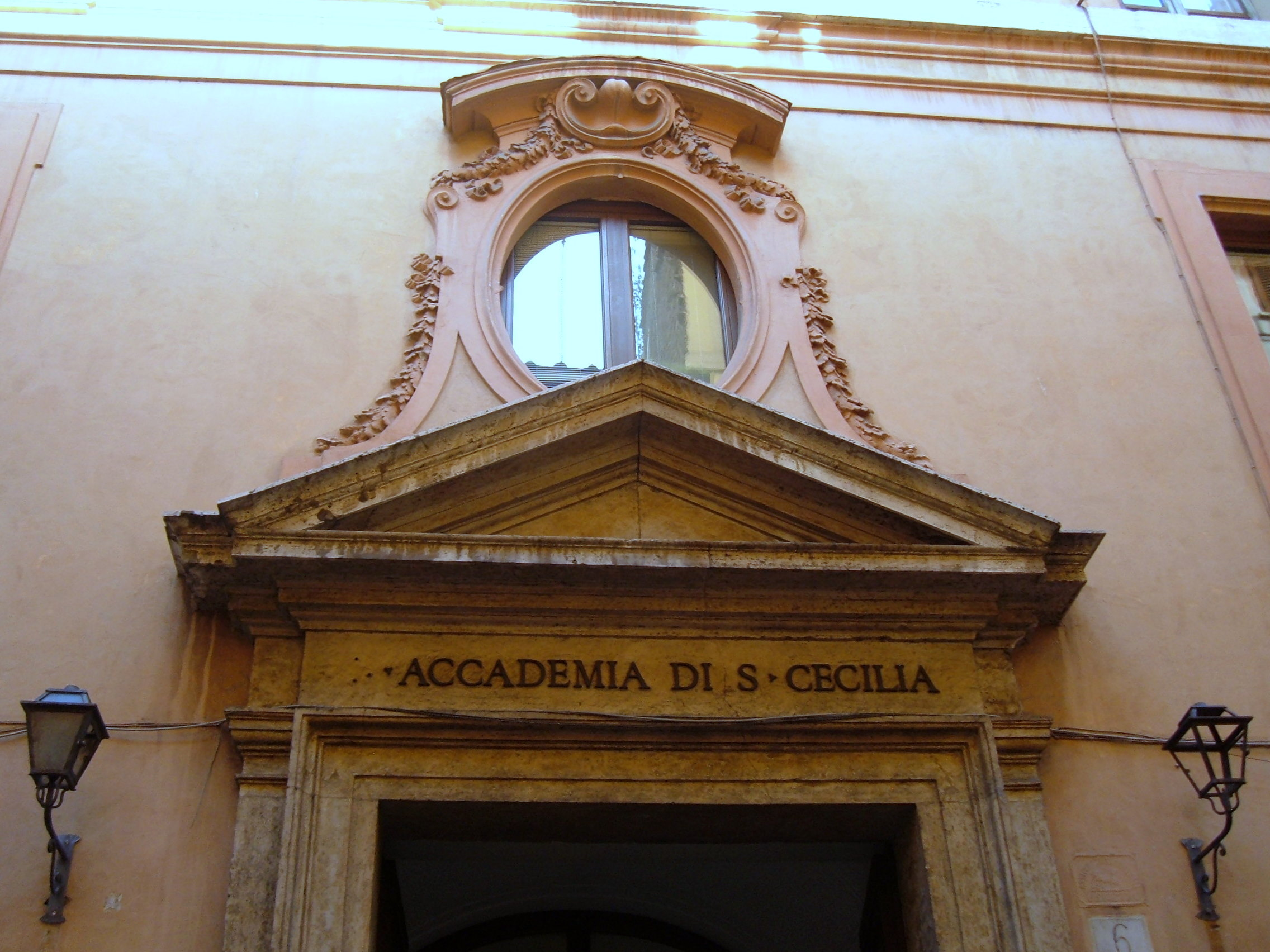

أكاديمية سانتا تشيشيليا الوطنية (بالإيطالية: Accademia nazionale di Santa Cecilia) هي معهد موسيقي أسس بمرسوم بابوي أصدره البابا سيكستوس الخامس عام 1585. تعد من أقدم المعاهد الموسيقية في العالم.